# Cách mạng Philippines
Cuộc cách mạng Philippines (tiếng Filipino: Himagsikang Pilipino), hay còn được gọi là Chiến tranh Tagalog (tiếng Tây Ban Nha: Guerra Tagalog) bởi người Tây Ban Nha, là một cuộc cách mạng và các cuộc xung đột liên tiếp giữa người dân Philippines và chính quyền thực dân Tây Ban Nha.
Cuộc cách mạng Philippines bắt đầu vào tháng 8 năm 1896, khi chính quyền Tây Ban Nha phát hiện ra Katipunan, một tổ chức bí mật chống thực dân. Katipunan, được chỉ huy bởi Andrés Bonifacio, là một phong trào giải phóng mà mục tiêu của nó là độc lập với Tây Ban Nha thông qua cuộc nổi dậy có vũ trang. Tổ chức này đã bắt đầu ảnh hưởng nhiều đến Philippines. Trong một cuộc tụ tập quần chúng ở Caloocan, các nhà lãnh đạo của Katipunan đã tổ chức thành một chính phủ cách mạng, đặt tên cho chính phủ mới thành lập "Haring Bayang Katagalugan" và công khai tuyên bố một cuộc cách mạng có vũ trang trên toàn quốc. Bonifacio kêu gọi một cuộc tấn công vào thủ đô Manila. Cuộc tấn công này thất bại; Tuy nhiên, các tỉnh lân cận bắt đầu nổi dậy. Đặc biệt, quân nổi dậy ở Cavite do Mariano Alvarez và Emilio Aguinaldo (những người thuộc hai phe khác nhau của Katipunan) giành được những chiến thắng ban đầu. Một cuộc đấu tranh quyền lực trong số những nhà cách mạng dẫn đến cái chết của Bonifacio năm 1897, với lệnh chuyển sang Aguinaldo, người đã lãnh đạo chính quyền cách mạng của chính mình. Năm đó, các nhà cách mạng và người Tây Ban Nha đã ký kết Hiệp ước Biak-na-Bato, tạm thời giảm các vụ xung đột. Aguinaldo và các nhân viên Philipines khác đã tự sát ở Hong Kong. Tuy nhiên, cuộc chiến không bao giờ hoàn toàn chấm dứt.
Vào ngày 21 tháng 4 năm 1898, Hoa Kỳ đã tiến hành một cuộc phong tỏa hải quân Cuba, đây là hành động quân sự đầu tiên của Chiến tranh Tây Ban Nha-Mỹ. Ngày 1 tháng 5, Phi đội Hải quân Hoa Kỳ dưới sự chỉ huy của George Dewey, đã đánh bại Hải quân Tây Ban Nha trong trận vịnh Manila, chiếm quyền kiểm soát Manila. Vào ngày 19 tháng 5, Aguinaldo, liên minh không chính thức với Hoa Kỳ, trở về Philippines và tiếp tục các cuộc tấn công chống lại người Tây Ban Nha. Vào tháng 6, quân nổi dậy đã giành quyền kiểm soát gần như toàn bộ Philippines, ngoại trừ Manila. Vào ngày 12 tháng 6, Aguinaldo đã ban hành Tuyên ngôn độc lập của Philippine. Mặc dù điều này có nghĩa là ngày kết thúc của cuộc cách mạng, cả Tây Ban Nha lẫn Hoa Kỳ đều không công nhận sự độc lập của Philippines.
Sự cai trị của người Tây Ban Nha của Philippines chính thức kết thúc với Hiệp ước Paris năm 1898, cũng đã chấm dứt Chiến tranh Tây Ban Nha-Mỹ. Trong hiệp ước, Tây Ban Nha đã nhượng quyền kiểm soát Philippines và các lãnh thổ khác sang Hoa Kỳ. Có một hòa bình không thoải mái xung quanh Manila, với lực lượng Mỹ kiểm soát thành phố và lực lượng Philippines yếu hơn xung quanh họ.
Ngày 4 tháng 2 năm 1899, tại trận Manila, cuộc chiến nổ ra giữa quân đội Philippines và bắt đầu chiến tranh Philippine-Mỹ, Aguinaldo ngay lập tức ra lệnh "hòa bình và các mối quan hệ thân thiện với người Mỹ bị phá vỡ và Mỹ được coi như kẻ thù ". Vào tháng 6 năm 1899, Cộng hòa Philippines đầu tiên chính thức tuyên chiến với Hoa Kỳ.
Philippines đã không trở thành một quốc gia độc lập được quốc tế công nhận cho đến năm 1946.

## Nền tảng cách mạng
Cách mạng Philippines trải qua một quá trình tích lũy lâu dài với sự nổi lên của chủ nghĩa dân tộc Philippines, dù khái niệm này tới nay vẫn được xem là khiếm khuyến. Sự nổi lên của chủ nghĩa dân tộc Philippines là chậm chạp nhưng không thể tránh khỏi. Bốn thế kỷ dưới ách thực dân Tây Ban Nha là sự khổ sở của hàng triệu con người. Thật không may, phát triển của chủ nghĩa dân tộc còn chậm do những khó khăn trong quan hệ kinh tế xã hội giữa các cộng đồng người Philippines. Cách mạng giải phóng dân tộc ở Philippines cuối thế kỷ 19 vẫn tích lũy những tiền đề nhất định.

### Cơ sở kinh tế
Để độc quyền khống chế tầm quan trọng của Manila đối với thương mại quốc tế, các nhà chức trách Tây Ban Nha tìm cách cản ngăn thương nhân nước ngoài cư trú ở thuộc địa và tham gia vào thương mại. Các sắc lệnh hoàng gia ngày 2 tháng 2 năm 1800 người nước ngoài bị cấm sống ở Philippines. Tương tự cũng như các nghị định hoàng gia của năm 1807 và 1816. Năm 1823, Toàn quyền Mariano Ricafort ban hành một sắc lệnh cấm thương nhân nước ngoài tham gia vào các thương mại bán lẻ và đi các tỉnh vì mục đích thương mại. Nó đã được tái phát hành bởi Lardizábal vào năm 1840. Một sắc lệnh hoàng gia năm 1844 người nước ngoài bị cấm đi du lịch đến các tỉnh dưới bất kỳ lý do gì và vào cuối năm 1857 một số luật chống người nước ngoài đã được gia hạn.
Với sự chấp nhận rộng rãi của giấy thông hành trong thế kỷ 18, Tây Ban Nha thoải mái trọng thương cho riêng mình. Sự chiếm đóng của Anh ở Manila trong 1762-1764 làm Tây Ban Nha nhận ra việc không thể cô lập các thuộc địa từ quan hệ thế giới và thương mại. Năm 1789, tàu thuyền nước ngoài đã được phép vận chuyển hàng hóa châu Á với cảng Manila. Ngay cả trước năm 1780, nhiều tàu nước ngoài bao gồm cả Yankee đã đến Manila bất kể các quy định chống nước ngoài. Năm 1790, Toàn quyền Félix de Berenguer Marquina đề nghị mở của Manila cho thương mại thế giới. Hơn nữa, sự phá sản của Công ty Hoàng gia Philippines đã đưa nhà vua Tây Ban Nha mở lại Manila cho thương mại thế giới. Bởi sắc lệnh hoàng gia của 6 tháng 9 năm 1834, những đặc quyền của Công ty đã được bãi bỏ và cảng Manila đã được mở cửa cho thương mại.
Một thời gian ngắn sau khi mở cửa Manila đối với thương mại thế giới thương gia Tây Ban Nha bắt đầu mất ưu thế thương mại của họ ở Philippines. Trong năm 1834, hạn chế đối với thương nhân nước ngoài được nới lỏng khi Manila đã trở thành một cổng mở. Đến cuối năm 1859, đã có 15 công ty nước ngoài ở Manila 7 trong số đó là của người Anh, 3 là của người Mỹ, 2 của Pháp, 2 của Thụy Sĩ và 1 của Đức. 
Trong năm 1834, một số thương nhân người Mỹ định cư tại Manila và đầu tư rất nhiều trong kinh doanh. Hai công ty kinh doanh Mỹ đã được thành lập, các Russell, Công ty Sturgis và Công ty Peele & Hubbell. Đây đã trở thành hai trong số các công ty kinh doanh hàng đầu. Lúc đầu, người Mỹ đã có một lợi thế hơn đối thủ cạnh tranh Anh của họ tại Manila, cho họ được cung cấp giá tốt cho xuất khẩu của Philippines như cây gai dầu, đường, và thuốc lá.
Uy quyền thương mại của Mỹ đã không kéo dài. Khi đối mặt với cạnh tranh gay gắt của Anh, họ dần dần mất quyền kiểm soát doanh nghiệp Philippines. Sự sụt giảm này là do thiếu sự hỗ trợ từ chính phủ nhà, và thiếu cơ sở thương mại của Mỹ ở phương Đông. Năm 1875, Công ty Sturgis đã đi vào phá sản, tiếp theo là Peele, Hubbell trong năm 1887. Không lâu sau đó, các thương gia Anh, bao gồm James Adam Smith, Lawrence H. Bell và Robert P. Gỗ, chi phối các hoạt động tài chính ở Manila.
Báo động bởi sự thống trị của người Anh và người Mỹ trong nền kinh tế của Manila, nhà ngoại giao châu Á Tây Ban Nha Sinibaldo de Mas đã được gửi tới từ Madrid năm 1842 để thực hiện một cuộc khảo sát kinh tế của Philippines và trình khuyến nghị. Sau một cuộc điều tra chuyên sâu về các vấn đề thuộc địa trong Philippines, Mas đệ trình báo cáo chính thức của mình trong Báo cáo, " Informe sobre el Estado de las Islas Filipinas en 1842 ", xuất bản năm 1843 tại Madrid. Mas đề nghị như sau: Mở cổng hơn để thúc đẩy thương mại nước ngoài, khuyến khích nhập cư Trung Quốc để kích thích phát triển nông nghiệp, và bãi bỏ của sự độc quyền thuốc lá.
Để đáp ứng với khuyến nghị Sinibaldo de Mas, thêm cảng mở cho thương mại thế giới, các cảng của thị giác Pangasinan, Iloilo và Zamboanga được mở ra vào năm 1855. Cebu đã được mở cửa vào năm 1860, Legazpi và Tacloban trong năm 1873.
Những thay đổi này thôi thúc người Mỹ quay lại Philippine và nhanh chóng nắm lấy ảnh hưởng kinh tế, tạo điều kiện cho cuộc chiến tranh hất cẳng Tây Ban Nha mà một phần hệ lụy là điều kiện tốt ngắn ngủi cho phong trào giải phóng dân tộc Philipine.

### Tiền đề tư tưởng

#### Ý thức cách mạng
Trước khi bắt đầu cuộc Cách mạng Philippines, xã hội Philippines đơn thuần là chia thành phân loại xã hội được dựa trên tình trạng kinh tế. Có hai trường hợp trong phân loại này cao nhất là một thành viên của hoàng gia và người kia là quần chúng. Các thành viên hoàng gia bao gồm chủ nhà, giáo viên, cán bộ và cựu quan chức. Các thành viên của lớp này tạo thành tầng lớp quý tộc xã hội.
Những người Tây Ban Nha thuộc về lớp này tiếp tục chia thành hai nhóm: peninsulares và creoles. Các peninsulares là người Tây Ban Nha sinh sống tại Philippines, hoặc họ đang sống trong các thuộc địa nhưng đã được sinh ra ở Tây Ban Nha. Các creoles hoặc criollo, là người Tây Ban Nha sinh ở các thuộc địa, các peninsulares coi mình là cấp trên của creoles.
Mức thấp nhất trong hai lớp là quần chúng, hoặc Indios. Điều này bao gồm tất cả các thường dân nghèo, nông dân và người lao động. Không giống như các principalia, nơi các thành viên được hưởng cơ quan công sở và khuyến nghị từ các vua Tây Ban Nha, quần chúng chỉ được hưởng một vài quyền dân sự và đặc quyền. Các chức vụ chính trị cao nhất mà họ có thể giữ là gobernadorcillo (hạt trưởng), hoặc đang là điều hành viên thành phố. Các thành viên của tổ chức bí mật, Katipunan, nhóm kích hoạt cuộc cách mạng, bao gồm chủ yếu quần chúng.
Sự thịnh vượng vật chất vào đầu thế kỷ 19 tạo ra một tầng lớp trung lưu giác ngộ ở Philippines, bao gồm cũng như các công việc phải làm nông dân, giáo viên, luật sư, bác sĩ, nhà văn, và nhân viên chính phủ. Nhiều người trong số họ đã có thể mua và đọc sách. Họ đã thảo luận các vấn đề chính trị và cải cách chính phủ, họ đã có thể gửi con đến các trường cao đẳng và đại học ở Manila và ở nước ngoài, đặc biệt ở Madrid. Các tiến bộ vật chất là do chủ yếu sự mở cửa Manila đối với thương mại thế giới.
Từ tầng lớp trung lưu giác ngộ thuộc các trí thức hàng đầu của đất nước. Họ tự gọi mình là Ilustrados, có nghĩa là những người uyên bác, cũng như các trí thức chi nhánh của xã hội. Từ Ilustrados gia tăng các thành viên nổi bật của phong trào tuyên truyền, những người khuấy động ngọn lửa đầu tiên của cuộc cách mạng.

#### Chủ nghĩa tự do
Năm 1868, một cuộc cách mạng lật đổ chế độ quân chủ của Nữ hoàng Isabella II của Tây Ban Nha và đã được thay thế bằng một chính phủ dân sự và tự do do Francisco Serrano đứng đầu. Các năm tiếp theo,Serrano cử Carlos María de la Torre, một thành viên của quân đội Tây Ban Nha, để trở thành Toàn quyền Philippines. Người Philippines và Tây Ban Nha tự do ở trong nước chào đón anh ta với một bữa tiệc tại Malacañan Palace vào ngày 23 tháng 6 năm 1869. Vào đêm ngày 12 Tháng 7 năm 1869, các nhà lãnh đạo Philippines, linh mục và sinh viên tụ tập và hát de la Torre tại Malacañan Palace để thể hiện sự đánh giá cao và lòng biết ơn của họ đối với chính sách tự do của mình. Các serenade được dẫn dắt bởi các cư dân nổi tiếng của Manila, trong đó có Thống đốc dân sự của Manila José Cabezas de Herrera, José Burgos, Maximo Paterno, Manuel Genato, Joaquín Pardo de Tavera, angl Garchitorena, Andrés Nieto và Jacobo Zobel y Zangroniz.

#### Sự nổi lên của chủ nghĩa dân tộc Philippines
Vào năm 1776, thách thức lớn đầu tiên chế độ quân chủ trong thế kỷ này xảy ra trong các thuộc địa Mỹ. Trong khi cuộc Cách mạng Mỹ đã thành công, nó vẫn là một sự kiện trong một khu vực tương đối biệt lập. Tuy nhiên, cuộc cách mạng Pháp 1789, bắt đầu thay đổi cảnh quan chính trị của châu Âu nó đã kết thúc chế độ quân chủ tuyệt đối tại Pháp. Sức mạnh truyền từ vua đến người dân thông qua đại diện trong quốc hội. Người dân ở các nước châu Âu khác đã bắt đầu yêu cầu các đại diện cùng trong quốc hội. Tại Philippines, lây lan lý tưởng này trong các thuộc địa thông qua các tác phẩm của nhà văn Criollo như Luis Rodríguez Varela người tự gọi mình là "Conde Philippines" (Bá tước của Philippines). Đây là trường hợp đầu tiên một người bản địa tự gọi mình là một người Philippines hơn một chủ thể Tây Ban Nha. Với sự ổn định kinh tế và chính trị gia tăng tại Philippines, giai cấp trung lưu bắt đầu yêu cầu các nhà thờ ở Philippines bị quốc hữu hoá thông qua một quá trình được gọi là thế tục hóa. Trong quá trình này, sự kiểm soát của giáo xứ Philippines đã được thông qua từ các dòng tu làm linh mục thế tục, đặc biệt là các linh mục Philippines sinh. Các dòng tu hay tu sĩ, phản ứng và một cuộc đấu tranh chính trị giữa các tu sĩ và linh mục thế tục bắt đầu.
Thế kỷ 19 cũng là một kỷ nguyên mới cho châu Âu. Giáo hội điện là tại một sự suy giảm và tu sĩ đã bắt đầu rót hơn đến Philippines, kết thúc hy vọng cho các tu sĩ bao giờ từ bỏ bài viết của họ.Với việc khai trương các kênh đào Suez, chuyến đi giữa Tây Ban Nha và Philippines đã được cắt ngắn. Hơn peninsulares (người Tây Ban Nha sinh ra ở Tây Ban Nha) đã bắt đầu đổ vào các thuộc địa và bắt đầu chiếm các vị trí chính phủ khác nhau theo truyền thống được tổ chức bởi các Criollo (người Tây Ban Nha sinh ra ở Philippines). Trong 300 năm cai trị của thực dân, Criollos đã quen với việc bán tự trị với tổng đốc là người Tây Ban Nha chỉ (peninsulares) ở các đảo. Các Criollos yêu cầu đại diện trong Cortes Tây Ban Nha, nơi họ có thể thể hiện agrievances của họ.Cùng với các vấn đề thế tục hóa đã dẫn đến sự nổi dậy Criollo.

#### Cuộc nổi dậy Criollo
Trong cuối thế kỷ 18, Criollo (hoặc Insulares, "đảo", như họ được gọi địa phương) nhà văn đã bắt đầu truyền bá lý tưởng của cuộc Cách mạng Pháp ở Philippines. Đồng thời, một sắc lệnh hoàng gia đã ra lệnh thế tục hóa của nhà thờ Philippines và nhiều giáo xứ đã được chuyển cho các linh mục Philippines sinh. Nửa chừng trong quá trình này, nó đã bị hủy bỏ với sự trở lại của các tu sĩ Dòng Tên đến Philippines và các dòng tu học lại giáo xứ Philippines. Một ví dụ mà tức giận các Insulares là Phanxicô tiến của giáo xứ giàu nhất trong các hòn đảo đã được đặt dưới sự Philippines-sinh linh mục, đó là Antipolo. Trong những năm đầu thế kỷ 19, phụ Pedro Peláez và Mariano Gómez bắt đầu tổ chức các hoạt động đòi trả lại các kiểm soát của giáo xứ Philippines seculars Philippines. Cha Peláez, người Đức Tổng Giám mục của Nhà thờ chính tòa Hà Nội, đã chết trong một trận động đất trong khi Cha Gómez lui về cuộc sống riêng tư. Thế hệ tiếp theo của Insular hoạt động bao gồm Cha José Burgos, người tổ chức các cuộc biểu tình sinh viên trong các trường Đại học Santo Tomas. Trong mặt trận chính trị, các nhà hoạt động như Joaquín Pardo de Tavera và Jacobo Zobel. Tình trạng bất ổn leo thang thành một cuộc nổi dậy lớn khi Andres Novales, một Creole đội trưởng, tuyên bố sự độc lập của Philippines từ Tây Ban Nha và đăng quang mình Hoàng đế của Philippines vào năm 1823. Vào tháng 1 năm 1872, các cuộc xung đột của Insular cuộc nổi dậy đến khi các binh sĩ và công nhân của Arsenal Cavite của Pháo đài San Felipe nổi loạn. Họ được dẫn đầu bởi Trung sĩ Ferdinand La Madrid, Tây Ban Nha mestizo. Các binh sĩ đã nhầm pháo hoa trong Quiapo cho lễ Thánh Sebastian là tín hiệu cho một cuộc nổi dậy của quốc gia kế hoạch lâu dài. Chính quyền thực dân sử dụng vụ việc để lây lan một triều đại khủng bố và thanh lý lật đổ chính trị và con số nhà thờ. Trong số đó có linh mục Mariano Gómez, José Burgos, và Jacinto Zamora người đã được thực hiện thông qua các garrote trên 18 tháng 2 năm 1872. Họ đang nhớ trong lịch sử Philippines như Gomburza.

### Nền tảng chính trị

#### Công đoàn đoàn kết (La Solidaridad)
Công đoàn đoàn kết (La Solidaridad) là một tổ chức tạo ra ở Tây Ban Nha vào ngày 13 tháng 12 năm 1888. Bao gồm người Philipine bị đày vào năm 1872 và sinh viên theo học các trường đại học của châu Âu, tổ chức nhằm mục đích đấu tranh với Tây Ban Nha vì quyền lợi Philippines, và tuyên truyền một mối quan hệ chặt chẽ hơn giữa các thuộc địa của Tây Ban Nha.
Thành viên sáng lập:
1. Tiến sĩ José Rizal (Laong Laan)
2. Marcelo H. del Pilar (Plaridel)
3. Antonio Luna (Taga-ILOG)
4. Mariano Ponce (Tikbalang)
5. Jose Maria Panganiban (Jomapa)
6. Các thành viên khác quan trọng khác
7. Pedro Paterno
8. Antonio Maria Regidor
9. Isabelo de los Reyes
10. Eduardo de Lete
11. José Alejandrino
12. Jumar lim
13. Robert Lacamra

Mục tiêu và phương pháp:
La Solidaridad được thành lập nhằm tính chất tuyên truyền đấu tranh chống ách thực dân. Vấn đề đầu tiên của La Solidaridad ra ngày 15 tháng 2 năm 1889, xuất bản hai tuần một lần, nó phục vụ như là cơ quan chính của phong trào cải cách trong 6 năm. 
Kinh phí hoạt động đến từ đến từ các tổ chức Tuyên truyền ở Philippines. Rizal lần đầu tiên chịu trách nhiệm xuất bản nhưng sau đó chuyển cho Graciano López Jaena.
25 tháng 3 năm 1889, La Solidaridad công bố thư tựa đề "Nguyện vọng của người Philippines", được viết bởi Hiệp hội Tây Ban Nha-Phiippine ở Madrid. Nó theo đuổi:
- Bãi bỏ ngăn cản báo chí
- Cấm xử lý pháp luật mà không thông qua tòa án

Trên 15 tháng 12 năm 1889, Marcelo H. del Pilar thay Graciano López Jaena như biên tập viên của La Solidaridad. Theo phương pháp biên tập của mình, mục đích của tờ báo mở rộng và thu hút sự chú ý vào các chính trị gia và thậm chí cả các bộ trưởng Tây Ban Nha. Sử dụng tuyên truyền, nó theo đuổi những mục tiêu cho:
- Rằng Philippines là một tỉnh của Tây Ban Nha
- Người Philippine là linh mục thay các vị trí của người Tây Ban Nha – giáo phái Augustinô, Dòng Đa Minh và Phanxicô trong các giáo xứ.
- Tự do hội họp và phát biểu
- Quyền bình đẳng trước pháp luật cho người Philippine

Đứng đầu là José Rizal anh em họ của Galicano Apacible, cũn được đặt tên cho một tờ báo cùng tên được xuất bản ở Barcelona, Tây Ban Nha ngày 15 tháng 2 năm 1889. Nó đã được xuất bản bởi Graciano López Jaena và sau này bởi Marcelo H. del Pilar. Các tờ báo xuất bản không chỉ là các bài báo và bài viết về các điều kiện kinh tế, văn hóa, chính trị và xã hội của đất nước, mà còn đưa tin tức hiện tại, cả hai địa phương và ngoài nước, và các bài phát biểu của các nhà lãnh đạo Tây Ban Nha nổi tiếng về Philippines.
Sau nhiều năm xuất bản 1889-1895, La Solidaridad đã bắt đầu thiếu kinh phí và do các hoạt động chống phá của chính quyền thực dân. Nó ngừng xuất bản vào 15 tháng 11 năm 1895, biên tập Pilar nói:
"Chúng tôi biết rằng không có hi sinh ít để giành chiến thắng các quyền và sự tự do cho một dân tộc bị áp bức của chế độ nô lệ."

#### Phong trào tuyên truyền
Các phong trào Tuyên truyền là một tổ chức văn học và văn hóa được thành lập vào năm 1872 bởi những người Philippines định cư ở châu Âu. Bao gồm nhiều sinh viên theo học các trường đại học của châu Âu, tổ chức nhằm mục đích nâng cao nhận thức đấu tranh chống Tây Ban Nha với ách thuộc địa của nó ở Philippines. Thành viên nổi bật của nó bao gồm José Rizal, tác giả của Noli nhớ Tangere (tiểu thuyết) và El Filibusterismo, Graciano López Jaena, nhà xuất bản của La Solidaridad, cơ quan chính của phong trào, Mariano Ponce, thư ký của tổ chức và Marcelo H. del Pilar.
Mục tiêu và phương pháp:
Quyền đại diện và tham gia của người Philippines ở quốc hội Tây Ban Nha;
Cơ hội bình đẳng cho người Philippines vào chính phủ;
Công nhận của Philippines như một tỉnh của Tây Ban Nha;
Thế tục hóa các giáo sĩ;
Thế tục hóa giáo xứ Philippines;
Hợp pháp hóa tiếng Tây Ban Nha và Philippines;
Tạo ra một trường công lập hệ thống độc lập của các tu sĩ;
Bãi bỏ các polo (dịch vụ lao động) và vandala (bắt buộc phải bán các sản phẩm địa phương cho chính phủ);
Bảo đảm các quyền tự do cơ bản ngôn luận và hiệp hội;
Công nhận các quyền con người
Cũng như công đoàn đoàn kết, Phong trào tuyên truyền nhấn mạnh đấu tranh hòa bình thông qua báo chí đòi thực thi các cải cách xã hội. Và cũng vì thế mà thất bại, nhưng chí ít đã gây tiếng vang và tác động sâu sắc đối với nhận thức nhân dân Philippin.

#### Tổ chức La Liga Filipina
La Liga Filipina (tiếng Anh: The Philippine League) là một tổ chức tiến bộ được tạo ra bởi Tiến sĩ José Rizal nhà Doroteo Ongjunco tại Ilaya Street, Tondo, Manila ở Philippines vào năm 1892.
Tổ chức bắt nguồn từ La Solidaridad và các phong trào tuyên truyền. Mục đích của La Liga Filipina là xây dựng một nhóm mới tìm cách tham gia vận động đến những người trực tiếp trong phong trào cải cách.
Thành viên
Lãnh đạo
1. José Rizal, người sáng lập
2. Ambrosio Salvador, Chủ tịch của Liên đoàn
3. Agustin de la Rosa, tài chính
4. Bonifacio Arevalo, Thủ quỹ
5. Deodato Arellano, Bộ trưởng và lãnh đạo tối cao đầu tiên của Katipunan

Lãnh đạo khi Rizal lưu vong
1. Domingo Franco, Chủ tịch và lãnh đạo tối cao
2. Deodato Arellano, thư ký quỹ
3. Isidro Francisco, tài chính
4. Apolinario Mabini, Bí thư
5. Marcelo H. del Pilar, biên tập viên-trong-trưởng
6. Graciano Lopez Jaena, cựu biên tập viên-trong-trưởng

Các thành viên khác 
1. Andres Bonifacio, nhà lãnh đạo tối cao của Katipunan
2. Mamerto Natividad, Một trong những nhà lãnh đạo của cuộc cách mạng trong Nueva Ecija.
3. Moises Salvador, Thạc sĩ thợ nề.
4. Numeriano Adriano.
5. José A. Dizon, Thạc sĩ thợ nề.
6. Ambrosio Rianzares Bautista, cố vấn trong nền Cộng hòa đầu tiên, tác giả của Tuyên ngôn Độc lập của Philippines.
7. Timoteo Lanuza.
8. Marcelino de Santos, trợ lý của La Solidaridad.
9. Paulino Zamora, Thạc sĩ thợ nề.
10. Procopio Bonifacio
11. Juan Zulueta.
12. Doroteo Ongjunco
13. Arcadio del Rosario.
14. Timoteo Paez

Mục tiêu và phương pháp:
- Đoàn kết toàn bộ quần đảo này thành một tổ chức mạnh mẽ và đồng nhất;
- Bảo vệ lẫn nhau;
- Bảo vệ chống lại bạo lực và bất công;
- Khuyến khích giảng dạy, nông nghiệp và thương mại
- Nghiên cứu ứng dụng những cải cách

Mục đích hỗ trợ lẫn nhau và giúp đỡ xã hội phân phát quỹ học bổng và trợ giúp pháp lý, cho vay vốn và lập hợp tác xã, tổ chức trở thành đe dọa cho chính quyền Tây Ban Nha và họ lệnh bắt Rizal ngày 6 tháng 7 năm 1892 ở Dapitan.
Trong thời gian sống lưu vong của Rizal, Tổ chức đã không hoạt động, thông qua những nỗ lực của Domingo Franco và Andres Bonifacio, nó được tổ chức lại. Tổ chức quyết định tuyên bố hỗ trợ cho La Solidaridad và các cải cách nó ủng hộ, gây quỹ cho các tờ báo, và trang trải chi phí cho các đại biểu ủng hộ cải cách cho đất nước trước chính quyền Tây Ban Nha. Cuối cùng, sau khi một số tình trạng lộn xộn trong sự lãnh đạo của nhóm, Hội đồng tối cao giải thể.
Các thành viên Liga chia thành hai nhóm: phe bảo thủ đã thành lập Cuerpo de Compromisarios cam kết sẽ tiếp tục hỗ trợ La Solidaridad trong khi các gốc tự do Bonifacio cống hiến mình cho một tổ chức xã hội mới và bí mật là Katipunan.

#### Tổ chức Katipunan
Katipunan là một tổ chức chính trị xã hội mang tính cách mạng được thành lập bởi người Philippines chống Tây Ban Nha ở Manila vào năm 1892, với mục đích chính là để đạt được độc lập từ Tây Ban Nha thông qua 1 cuộc cách mạng. Xã hội được khởi xướng bởi nhà yêu nước Andrés Bonifacio, Teodoro Plata, Ladislao Diwa và những người khác vào đêm 7 tháng 7, khi nhà văn Philippines Jose Rizal là sẽ bị trục xuất đến Dapitan. Ban đầu, Katipunan là một tổ chức bí mật cho đến khi ra mặt vào lúc bắt đầu sự bùng nổ của cuộc cách mạng Philippines.
Từ "Katipunan," có nghĩa là "hiệp hội" xuất phát từ từ gốc "tipon, "một tiếng Tagalog nghĩa là "tập hợp lại với nhau" hay "xã hội". Tên cách mạng chính thức của nó là Kataas-taasan, Kagalang-galang Katipunan ng mga Anak ng Bayan. Katipunan cũng được biết đến bởi từ viết tắt KKK.
Tổ chức
Katipunan bị chi phối bởi Hội đồng tối cao (Tagalog: Kataastaasang Sanggunian). Hội đồng tối cao đầu tiên của Katipunan được thành lập khoảng tháng 8 năm 1892, một tháng sau khi thành lập tổ chức chính trị xã hội này. Hội đồng tối cao đã được lãnh đạo bởi một tổng thống được bầu (Pangulo), tiếp theo là thư ký/thư ký (Kalihim), thủ quỹ (Tagaingat-Yaman) và tài chính (Tagausig). Hội đồng tối cao cũng đã có hội đồng của riêng nó (Kasanguni), số khác nhau thông qua các nhiệm kỳ tổng thống. Để phân biệt từ Chủ tịch thấp hơn hoặc Hội đồng (bên dưới) Chủ tịch Hội đồng tối cao được gọi là Chủ tịch Tối cao (Tagalog: Kataastaasang Pangulo; Tây Ban Nha: Supremo Presidente). Ban đầu, Hội đồng tối cao đã được lãnh đạo bởi Deodato Arellano, và sau là các quan chức:
1. Deodato Arellano, Chủ tịch Tối cao
2. Andrés Bonifacio, phó
3. Ladislao Diwa, tài chính
4. Teodoro Plata, thư ký
5. Valentín Díaz, thủ quỹ

Vào tháng 2 năm 1893, Hội đồng tối cao được tổ chức lại, với Román Basa là Chủ tịch Tối cao và Bonifacio đứng đầu tài chính. Vào tháng 1 năm 1895, Bonifacio đảm nhận Chủ tịch Tối cao Katipunan. Ở sự bùng nổ của cuộc cách mạng năm 1896, Hội đồng được tiếp tục tổ chức lại thành một hệ thống mà Katipunan coi là một chính hãng chính quyền cách mạng, trên thực tế và hợp pháp.
1. Andrés Bonifacio, Tổng thống
2. Emilio Jacinto, Bộ trưởng Ngoại giao
3. Teodoro Plata, Bộ trưởng Chiến tranh
4. Briccio Pantas, Bộ trưởng Tư pháp
5. Aguedo del Rosario, Bộ trưởng Nội vụ
6. Enrique Pacheco, Bộ trưởng Tài chính
7. Dizon, người đứng đầu các tổ chức của phụ nữ

Tại mỗi tỉnh, nơi có các thành viên Katipunan, một Hội đồng tỉnh được gọi là Sangguniang Bayan được thành lập và trong mỗi thị trấn là một hội đồng tổ chức phổ biến được gọi là Sangguniang Balangay. Mỗi Bayan và Balangay đã thiết lập cấp bậc riêng bầu Pangulo (phó chủ tịch); Pangalawang Kalihim (Phó Bí thư); mga kasanguni (hội đồng); Mabalasig; Taliba (bảo vệ); Maniningil (thu / kiểm toán); Tagapamahala ng Basahan ng Bayan (giám sát của Thư viện nhân dân); Tagapangasiwa (quản trị); Manunulat (thư ký); Tagatulong sa Pagsulat (trợ lý thư ký); Tagalaan (cai ngục) và Tagalibot (patroller). Mỗi Balangay đã có cơ hội để mở rộng lĩnh vực riêng của họ về ảnh hưởng, thông qua hệ thống tam giác trong để nâng cao tình trạng của họ Sangguniang Bayan.
Trong bốn năm, Katipunan liên tục tuyển thành viên mới. Vào thời điểm phát hiện tổ chức này, James Le Roy (Mỹ) ước tính sức mạnh của Katipunan là 100.000 đến 400.000 thành viên. Teodoro Agoncillo tính rằng các thành viên đã tăng lên khoảng 30.000 người năm 1896.
Mục tiêu và phương pháp:
- Phát triển một liên minh mạnh mẽ với nhau;
- Đoàn kết người Philippines vào một quốc gia vững chắc;
- Giành chiến thắng độc lập Philippines bằng phương tiện của một cuộc xung đột vũ trang (hay cách mạng);[25]
- Thiết lập một nước cộng hòa sau khi độc lập.[26]

Sự nổi lên của Katipunan đánh dấu sự kết thúc của chiến dịch cải cách từ Tây Ban Nha bằng một chiến dịch hòa bình. Phong trào tuyên truyền do Rizal, del Pilar, Jaena và những người khác đã thất bại trong sứ mệnh của mình, vì vậy, Bonifacio bắt đầu phong trào vũ trang giành độc lập.

## Diễn biến cách mạng

### Khởi nghĩa của José Rizal
Sự tồn tại của Katipunan cuối cùng được biết đến tới các nhà chức trách thông qua một thành viên, Teodoro Patiño, người đã tiết lộ cho một linh mục Tây Ban Nha, Mariano Gil. Patiño đã tham gia vào một vụ tranh chấp cá nhân cay đắng với đồng sự Katipunero Apolonio de la Cruz và ông trả thù.Cha Gil đã được dẫn đến các ấn phẩm của tờ báo Diario de Manila công bố về tổ chức. Một nhóm sau đó đã bị bắt giữ có chứa một con dao găm và các tài liệu bí mật.
Từ sau năm 1872, chính quyền thuộc địa đã thực hiện nhiều vụ bắt giữ, trong đó bao gồm một số các tầng lớp ilustrados giàu có, bao gồm cả José Rizal. Mặc dù không có sự tham gia trong phong trào ly khai, nhiều người trong số họ đã bị bắt, đặc biệt là Don Francisco Roxas.
Trong những ngày cuối cùng của tháng 8, năm 1896, Bonifacio Katipunan tập hợp lực lượng ở Caloocan, họ quyết định bắt đầu một cuộc cách mạng vũ trang trên toàn quốc chống lại Tây Ban Nha. Sự kiện này được đánh dấu bằng một loạt vụ xé rách cedulas (giấy chứng nhận thuế cộng đồng) kèm theo tiếng kêu yêu nước. Chính xác ngày và vị trí đang bị tranh chấp, nhưng đã được chính thức xác nhận bởi chính phủ Philippines: 26 tháng 8 ở Balintawak và sau đó, 23 tháng 8 ở Pugad Lawin. Vì vậy, sự kiện này được gọi là " đổ máu Pugad Lawin "hoặc" đổ máu Pugad Lawin và đổ máu Balintawak ".Tuy nhiên vấn đề là phức tạp hơn vào ngày 24 tháng 8 và 25 khi các địa điểm khác như Kangkong, Bahay Toro và Pasong Tamo cũng nổi loạn.
Bonifacio gửi một thông tư cho tất cả các Katipunan đến một cuộc họp ở Balintawak và Kangkong để thảo luận về tình hình của họ. Điều này được ghi ngày 19 tháng 8.
Vào ngày 21, khởi nghĩa quân Katipuneros đã được chuyển tới Balintawak trong Caloocan. Cuối buổi tối, giữa mưa lớn, các khởi nghĩa quân chuyển đến Kangkong ở Caloocan, và đến nơi lúc nửa đêm qua. Để phòng ngừa, họ chuyển đến Bahay Toro hoặc Pugad Lawin vào ngày 23. Quân nổi dậy vẫn tiếp tục tập trung và 24 tháng 8, họ có 1.000 quân.
24 tháng 8, quyết định được thông báo cho Katipunan của các thị trấn xung quanh rằng một cuộc tấn công chung trên thủ đô Manila đã được lên kế hoạch cho ngày 29 tháng 8. Bonifacio bổ nhiệm tướng để dẫn dắt lực lượng nổi dậy đến Manila. Trước khi chiến nổ ra, Bonifacio còn tổ chức lại các Katipunan để mở chính quyền cách mạng, với ông là Chủ tịch và Hội đồng tối cao của Katipunan là nội các của ông.
Vào sáng ngày 25 tháng 8, quân nổi dậy đã bị tấn công bởi một đơn vị bảo vệ dân sự Tây Ban Nha, các khởi nghĩa quân có số lượng lớn hơn nhưng người Tây Ban Nha được vũ trang tốt hơn.
Cuộc giao tranh khác diễn ra vào ngày 26 tháng 8, trong đó quân nổi dậy rút lui về phía Balara.Vào buổi trưa, Bonifacio và một số người của mình nghỉ ngơi một thời gian ngắn trong Diliman. Vào buổi chiều, bảo vệ dân sự gửi đến Caloocan để điều tra các cuộc tấn công thương nhân Trung Hoa - được thực hiện bởi tên cướp đã gắn mình vào quân nổi dậy. Chỉ huy của các vệ binh, một trung úy Ros, báo cáo các cuộc gặp gỡ với các nhà chức trách và báo cáo chuẩn bị cho cuộc chiến sắp tới.
Từ 27 tới ngày 28 tháng 8, Bonifacio chuyển từ Balara đến Mt. Balabak thuộc Hagdang Bato, Mandaluyong. Ở đó, ông đã tổ chức các cuộc họp để hoàn tất kế hoạch cho cuộc tấn công Manila ngày hôm sau. Bonifacio ban hành công bố chung sau đây:
"Tuyên ngôn này là dành cho tất cả các bạn. Hoàn toàn cần thiết để chúng ta dừng lại ở thời gian sớm nhất có thể đối đầu với kẻ thù và cứu những người bây giờ đang phải chịu những hình phạt tàn bạo và tra tấn trong các nhà tù, và vì điều này tôi cho tất cả các anh em biết rằng vào thứ bảy, ngày 29 của tháng hiện tại, cuộc cách mạng sẽ bắt đầu theo thỏa thuận của chúng tôi. Với mục đích này, nó là cần thiết cho tất cả các thị trấn tăng cùng một lúc và tấn công Manila cùng một lúc. Bất cứ ai cản trở lý tưởng thiêng liêng này của người dân sẽ được coi là một kẻ phản bội và là kẻ thù, trừ khi anh ta bị bệnh, hoặc là không đủ sức khỏe, trong trường hợp này người ta phải cố gắng theo quy định chúng tôi đã đưa".
Gắn kết của tự do, ngày 28 tháng 8 năm 1896 - Andres Bonifacio.
Trận chiến Bonifacio tại San Juan del Monte (bây giờ gọi là "trận Pinaglabanan") là khởi đầu của một trận chiến lớn - "trận chiến cho Manila".
Xung đột trong khu vực bắt đầu vào tối ngày 29 tháng 8, khi hàng trăm nghĩa quân đã tấn công các đơn vị đồn trú bảo vệ Pasig. Bonifacio lên kế hoạch để chiếm San Juan del Monte cùng với một trạm cấp nước Manila. Người Tây Ban Nha đông hơn, đã có một trận trì hoãn cho đến khi quân tiếp viện đến. Sau khi củng cố, người Tây Ban Nha đẩy lực lượng Bonifacio với thương vong nặng nề. Ở những nơi khác nghĩa quân tấn công Mandaluyong, Sampaloc, Sta. Ana, Pandacan, Pateros, Marikina, Caloocan, Makati và Tagig. Quân nổi loạn có xu hướng hút về San Juan del Monte và Sampaloc phía Nam của Manila, một lực lượng nổi dậy 1 ngàn người tấn công một lực lượng nhỏ quân thực dân. Nghĩa quân Katipuneros tấn công nhà thờ giáo xứ, làm cho linh mục chánh xứ bỏ chạy. 
Sau thất bại của họ ở San Juan del Monte, quân Bonifacio tập hợp lại gần Marikina, San Mateo và Montalban, họ tiếp tục tấn công các khu vực này. Họ đã bắt được các khu vực này nhưng đã bị đẩy trở lại bằng phản công của Tây Ban Nha, và Bonifacio cuối cùng ra lệnh rút lui đến Balara.
Phía bắc Manila, các thị trấn San Francisco de Malabon, Noveleta và Kawit trong Cavite gia tăng nổi loạn. Ở Nueva Ecija quân nổi dậy ở San Isidro do Mariano Llanera tấn công các đơn vị đồn trú Tây Ban Nha vào ngày 2-4;nhưng họ đã bị đẩy lùi.
Tới ngày 30, các cuộc nổi dậy đã lan ra đến 8 tỉnh. Vào ngày này, Tổng thống đốc Blanco tuyên bố "tình trạng chiến tranh" trong các tỉnh này và đặt chúng dưới thiết quân luật: Manila, Bulacan, Cavite, Pampanga, Tarlac, Laguna, Batangas và Nueva Ecija.
Các nghĩa quân chỉ có vài vũ khí, họ chủ yếu được trang bị dao Bolo và giáo tre. Thiếu súng lý do có thể hiểu tại sao cuộc tấn công Manila không bao giờ thành hiện thực. Ngoài ra, các Katipunan từ Cavite trước đó đã có ý không muốn bắt đầu một cuộc nổi dậy do thiếu vũ khí và chuẩn bị. Kết quả là, họ không gửi quân tới Manila nhưng tấn công đơn vị đồn trú trong miền địa phương của mình. Một số sử gia cho rằng Katipunan thất bại trong khu vực Manila là (một phần) do lỗi của phiến quân Cavite do sự vắng mặt của họ, sự hiện diện của họ sẽ chứng minh rất quan trọng. Các yếu tố khác Katipunan thất bại bao gồm việc nắm các kế hoạch chiến đấu của họ bằng tình báo Tây Ban Nha. Tây Ban Nha tập trung lực lượng của họ trong khu vực Manila trong khi kéo quân từ các tỉnh khác (mà chứng minh có lợi cho quân nổi dậy ở các khu vực khác, đặc biệt là Cavite).
Sau khi một thời gian bị giam tại nhà tù Montjuich, Rizal đã được tư vấn bởi Eulogio Despujol rằng ông sẽ không bị đày đến Cuba, nhưng sẽ bị giam giữ ở Fort Santiago.
Trong khi bị giam giữ, Rizal kiến nghị Thống đốc Ramón Blanco cho phép để thực hiện một tuyên bố về cuộc nổi loạn kiến nghị của ông đã được cấp, và Rizal đã viết Tuyên ngôn Algunos Philippines, trong đó ông chỉ trích việc sử dụng tên của ông "như một cuộc chiến tranh", nói rằng "những cải cách có kết quả, họ phải đến từ trên, từ những người đến từ bên dưới là không chắc chắn" và khẳng định rằng ông "lên án khởi nghĩa man rợ này".

### Cách mạng ở Cavite
Trong khi đó tại Cavite, Nghĩa quân Katipuneros dưới sự chỉ huy của Emilio Aguinaldo, thị trưởng thành phố Cavite El Viejo (Kawit hiện đại) và Mariano Álvarez-một kỹ sư, lập kế hoạch quốc phòng và hậu cần cho cách mạng tại Cavite. Chiến thắng đầu tiên của anh là trong trận Imus 1 tháng 9 năm 1896 với sự trợ giúp của Jose Tagle đánh bại các lực lượng Tây Ban Nha dưới quyền Tướng Ernesto Aguirre. Các nhà cách mạng Cavite, đặc biệt Aguinaldo, đã giành được uy tín trong việc đánh bại quân đội Tây Ban Nha trong trận đánh trong khi quân nổi dậy khác như Bonifacio và Llanera đã tham gia vào chiến tranh du kích. Aguinaldo, nói cho hội đồng cầm quyền Magdalo một tuyên ngôn tuyên bố một chính phủ lâm thời và mang tính cách mạng sau thành công ban đầu của mình - mặc sự tồn tại của chính phủ Bonifacio.
Các Katipunan tại Cavite được chia thành hai hội đồng: Magdiwang (do Alvarez) và Magdalo (do Baldomero Aguinaldo, anh em họ của Emilio). Lúc đầu hai Hội đồng hợp tác với nhau trong chiến trường, như trong các trận đánh của Binakayan và Dalahican.
Tuy nhiên, sự ganh đua giữa chỉ huy và lãnh thổ nhanh chóng phát triển và họ từ chối hợp tác và hỗ trợ nhau trong trận chiến.
Không lâu trước khi các vấn đề của lãnh đạo được tranh luận. Phe Magdiwang nhận Bonifacio là lãnh đạo tối cao, là người đứng đầu của Katipunan. Phe Magdalo kích động cho Emilio Aguinaldo đứng đầu của phong trào vì những thành công của mình trong chiến trường so với những thất bại của Bonifacio. Trong khi đó, quân đội Tây Ban Nha, bây giờ dưới sự chỉ huy của Thống đốc mới Camilo de Polavieja bắt đầu tổng phản công.

### Bầu cử Tejeros
31 tháng 12, một hội đồng được triệu tập trong Imus để giải quyết tình trạng lãnh đạo. Các Magdalo khẳng định về việc thành lập chính quyền cách mạng để thay thế cho Katipunan và tiếp tục cuộc đấu tranh. Mặt khác, các Magdiwang ủng hộ việc giữ lại Katipunan, cho rằng nó đã là một chính phủ của riêng mình.
Vào ngày 22 tháng 3 năm 1897, một cuộc họp khác đã được tổ chức trong Tejeros. Nó kêu gọi cuộc bầu cử cán bộ cho các chính quyền cách mạng, cần một mặt trận thống nhất chống lại một cuộc tấn công của đối phương chính thức chống lại phe Magdalo. Phe Magdiwang liên minh với Bonifacio chuẩn bị và tổ chức cuộc bầu cử. Bonifacio chủ trì cuộc bầu cử và kêu gọi kết quả bầu cử phải được tôn trọng. Khi bầu cử kết thúc, Bonifacio mất lãnh đạo chuyển cho Aguinaldo. Bonifacio cuối cùng mất ở các vị trí khác cho các thành viên của phe Magdiwang. Thay vào đó, ông được bầu làm Giám đốc Nội vụ nhưng bị thẩm vấn bởi một Magdalo, Daniel Tirona. Bonifacio thấy bị xúc phạm tuyên bố vô giá trị cuộc bầu cử và tức giận.

### Chia rẽ giữa Bonifacio và Aguinaldo
Bonifacio và sĩ quan của ông tạo ra Hiệp định quân sự NAIC, thành lập một chính phủ đối thủ của chính phủ mới được thành lập của Aguinaldo. Nó bác bỏ cuộc bầu cử ở Tejeros và khẳng định Bonifacio là nhà lãnh đạo của cuộc cách mạng. Nó đã ra lệnh nhập ngũ bắt buộc những người đàn ông Philippines cho quân đội của Bonifacio. Thỏa thuận cuối cùng gọi một cuộc đảo chính chống lại chính phủ được thành lập. Khi một thị trấn trong Cavite từ chối cung cấp quy định, Bonifacio ra lệnh đốt cháy. Khi Aguinaldo xem tài liệu và báo cáo về lạm dụng, ông đã ra lệnh bắt giữ Bonifacio và binh lính của Bonifacio. Đại tá Agapito Benzon gặp Bonifacio ở Limbon và tấn công anh ta vào ngày hôm sau.Bonifacio, và anh trai Procopio bị thương, trong khi em trai Ciriaco của họ bị giết. Họ đã được đưa tới NAIC để hầu tòa.
Các Consejo de Guerra (Hội đồng chiến tranh) kết án Andrés và Procopio chết ngày 10 tháng 5 năm 1897 vì xúi giục nổi loạn và phản quốc. Aguinaldo thì giảm xuống hình phạt trục xuất, nhưng đã rút quyết định của mình sau áp lực từ Pio Del Pilar và các viên chức khác của cuộc cách mạng.
Vào ngày 10, Lazaro Makapagal, theo lệnh Tổng đốc Mariano Noriel, thực hiện giết các anh em Bonifacio ở chân núi Buntis, gần Maragondon. 

### Cộng hòa Biak-na-Bato và thất bại tạm thời của các mạng
Tăng cường thêm tân binh từ Tây Ban Nha, quân đội chính phủ đã tái chiếm một số thị trấn ở Cavite. Như lập luận của Apolinario Mabini và những người khác, sự nối tiếp của thất bại cho quân nổi dậy cũng có thể là do hậu quả của cái chết Bonifacio. Mabini đã viết:
"Thảm kịch này bóp chết sự nhiệt tình đối với sự nghiệp cách mạng, và đẩy nhanh sự thất bại của các cuộc nổi dậy Cavite, bởi vì nhiều người từ Manila, Laguna và Batangas, những người đã chiến đấu cho Cavite đã mất tinh thần".
Aguinaldo và người của ông rút lui về phía bắc, từ một thị trấn tiếp theo, cho đến khi cuối cùng định cư ở Biak-na-Bato, trong thành phố San Miguel de Mayumo, Bulacan. Tại đây họ tạo ra những gì được gọi là Cộng hòa Biak-na-Bato, với một hiến pháp được soạn thảo bởi Isabelo Artacho và Felix Ferrer và dựa vào Hiến pháp Cuba.
Tổng đốc Fernando Primo de Rivera tuyên bố: "Tôi có thể đến Biak-na-Bato. kết thúc cuộc nổi dậy nhưng tôi muốn hòa bình với những người cách mạng". Một luật sư tên là Pedro Paterno tình nguyện như đàm phán giữa hai bên. Trong bốn tháng, ông đi lại giữa Manila và Biak-na-Bato. Công việc khó khăn của ông cuối cùng đã có kết quả khi, 14 tháng 12 - 15 tháng 12 năm 1897, Hiệp ước Biak-na-Bato đã được ký kết. Tạo thành từ ba tài liệu, các chương trình sau:
- Sự đầu hàng của Aguinaldo và phần còn lại của cách mạng.
- Tổ chức Ân xá cho những người tham gia trong cuộc cách mạng..
- Lưu vong sang Hồng Kông để lãnh đạo cách mạng.
- Thanh toán của chính phủ Tây Ban Nha 400.000 USD (peso Mexico) cho những người cách mạng trong ba đợt: $ 200.000 (peso Mexico) sau khi rời khỏi đất nước, $ 100,000 (peso Mexico) khi đầu hàng của ít nhất 700 nghĩa quân, và thêm $ 200.000 (peso Mexico) khi tuyên bố ân xá.

Phù hợp với các điều khoản đầu tiên, Aguinaldo và hai mươi lăm quan chức cấp cao khác của cuộc cách mạng đã bị trục xuất đến Hồng Kông với $ 400,000 (peso Mexico) trong túi của họ. Phần còn lại của những người đàn ông có $ 200,000 (peso Mexico) và phần thứ ba không bao giờ nhận được. Ân xá chung không bao giờ được công bố vì những cuộc đụng độ lẻ tẻ vẫn tiếp tục.

### Cộng hòa Kakarong sụp đổ
Không phải tất cả các tướng cách mạng tuân thủ hiệp ước. Tổng đốc Francisco Macabulos, thành lập một Ủy ban Chấp hành Trung ương để phục vụ như là chính phủ lâm thời cho đến khi ổn định hoàn toàn. Xung đột vũ trang trở lại, lần này đến từ hầu hết các tỉnh ở Philippines. Chính quyền thực dân, mặt khác, tiếp tục bắt giữ và tra tấn những người bị tình nghi cướp bóc.
Hiệp ước Biak-na-Bato không báo hiệu sự kết thúc của cuộc cách mạng. Aguinaldo và người của ông đã bị thuyết phục rằng người Tây Ban Nha sẽ không bao giờ cung cấp cho phần còn lại của số tiền như một điều kiện đầu hàng. Hơn nữa, họ tin rằng Tây Ban Nha không giữ lời hứa trên lời hứa của ân xá. Những người yêu nước Philippines nhắc lại cam kết của mình cho độc lập hoàn toàn. Họ mua hàng nhiều hơn vũ khí và đạn dược để sẵn sàng cho các cuộc nổi dậy mới.

#### Trận Kakarong de Sili
Trong cuộc Cách mạng Philippines, Pandi, Bulacan đóng một vai trò quan trọng và lịch sử trong cuộc đấu tranh cho độc lập của Philippines, Pandi được lịch sử biết đến nơi mà các cuộc cách mạng đẫm máu nhất trong Bulacan đã diễn ra, nơi hơn 3.000 nghĩa quân Katipunero hi sinh.
Trận Kakarong de Sili đã diễn ra vào 1 tháng 1 năm 1897 gần Pandi, Bulacan. Cộng hòa Kakarong, có trụ sở tại pháo đài nhỏ ở Pandi, bị tấn công bởi một lực lượng khổng lồ quân Tây Ban Nha. Vào cuối cuộc chiến, Tổng đốc Eusebio Roque tiến hành bao vây cộng hòa này cũng là khu vực đông đảo còn lại của quân khởi nghĩa sau các thất bại.
Ngày 1 tháng 1 năm 1897, một lực lượng 600 quân Tây Ban Nha đến pháo đài, dẫn đầu là chỉ huy José Olaguer Feliu. Họ bao vây pháo đài và tấn công dữ dội. Cuối cùng, các bức tường bị phá vỡ và những người bảo vệ hi sinh, những người còn lại bị buộc phải rút lui sâu vào pháo đài. Sau khi phá các bức tường, họ bắt đầu đốt cháy các khu định cư, khu sửa chữa vũ khí và các cửa hàng. Các nghĩa quân Katipuneros còn lại có bị thảm sát. Gregorio del Pilar, một trung úy tại thời điểm đó đã bị thương và ông cùng phần còn lại nghĩa quân rút về gần Barangay Manatal. Canuto Villanueva đã trốn thoát và rút lui vào nơi khác, nhưng Maestrong Sebio và phần còn lại quân của ông bị bắt và bị giam cầm bởi người Tây Ban Nha. Cuối cùng, Bulacan đã trở thành một trung tâm của cuộc nổi loạn và chiến thuật du kích đã bắt đầu được sử dụng bởi quân nổi dậy ở đó.
Chỉ huy Olaguer Feliu đã phá nát 6 công sự, 7 khẩu súng, một nhà máy sản xuất đạn dược và một số lượng lớn vũ khí. Quân đội Tây Ban Nha chỉ có một sĩ quan và 23 binh sĩ chết. Những người bị thương là 1 sĩ quan và 75 binh sĩ.
Lịch sử và các nhà nghiên cứu, cũng như hồ sơ của Ủy ban Lịch sử Quốc gia, nói rằng Cộng hòa Kakarong là chính quyền cách mạng đầu tiên và thực sự thành lập tổ chức trong nước để lật đổ người Tây Ban Nha hơn sự kiện nổi tiếng Cộng hòa Malolos và Cộng hòa Biak-na-Bato.
Theo hồ sơ có sẵn bao gồm tiểu sử của Tổng đốc Gregorio del Pilar mang tên "Life and Death of a Boy " được viết bởi Teodoro Kalaw, cựu giám đốc của Thư viện Quốc gia Philippines, một pháo đài được xây dựng tại 'Kakarong de Sili "đó là như một thành phố thu nhỏ. Nó có đường phố, một lực lượng cảnh sát độc lập, một nhà máy sản xuất của falconets, bolos và cửa hàng sửa chữa cho súng trường và hộp đạn. Kakarong "đã có một bộ hoàn chỉnh các quan chức: với Canuto Villanueva như là tối cao trưởng và 'Maestrong Sebio'- Eusebio Roque như chỉ huy chung của quân đội. Pháo đài bị tấn công và phá hủy hoàn toàn vào tháng 1 năm 1897 bởi một lực lượng Tây Ban Nha lớn do đốc Tổng Olaguer-Feliu chỉ huy. Ước 3.000 nghĩa quân Katipuneros đã thiệt mạng trong trận cuối cùng của cộng hòa Kakarong.

### Chiến tranh Mỹ – Tây Ban Nha
Cuộc chiến tranh Tây Ban Nha-Mỹ bắt đầu 25 tháng 4 và kết thúc 12 tháng 8 trong năm 1898 giữa Tây Ban Nha và Mỹ, là cuộc chiến tranh giành thuộc địa do Mỹ phát động nhằm chiếm thuộc địa của Tây Ban Nha, đế quốc yếu mà họ chọn. Kết quả của cuộc cách mạng Philippine đã kích động khả năng Mỹ đánh giá thấp năng lực quân đội Tây Ban Nha cũng như trù tính rằng sau cuộc cách mạng đổ máu người Philippine sẽ quay sang ủng hộ họ. Và hơn hết thảy vì những lợi ích thuộc địa là quá hấp dẫn trong đó có Philippine.
Trong cuối những năm 1890, dư luận Mỹ đã được kích động tuyên truyền chống Tây Ban Nha dẫn đầu bởi các nhà báo như Joseph Pulitzer và William Hearst chỉ trích chính quyền Tây Ban Nha ở Cuba. Sau vụ đắm tàu bí ẩn của tàu chiến Mỹ Maine trong cảng Havana, áp lực chính trị từ Đảng Dân chủ và công nghiệp nhất định đẩy chính quyền của đảng Cộng hòa Tổng thống William McKinley vào một cuộc chiến tranh ông đã muốn tránh. [ 9 ] thỏa hiệp đã được tìm kiếm bởi người Tây Ban Nha, nhưng bị từ chối bởi Hoa Kỳ, một tối hậu thư gửi đến Tây Ban Nha yêu cầu chấm dứt kiểm soát Cuba. Đầu tiên Madrid, sau đó Washington, chính thức tuyên bố chiến tranh.
Mặc dù vấn đề chính là độc lập của Cuba, chiến tranh mười tuần đã diễn ra trong cả hai vùng Caribê và Thái Bình Dương. Sức mạnh hải quân Mỹ đã chứng minh quyết định, cho phép các lực lượng viễn chinh Hoa Kỳ cập bến ở Cuba chống lại một đơn vị đồn trú Tây Ban Nha và tấn công nổi dậy trên toàn quốc Cuba, lực lượng Cuba, Philippines, và Mỹ chiến thắng mặc dù có hiệu suất tốt của một số đơn vị bộ binh Tây Ban Nha như trận San Juan Hill. Hai hạm đội Tây Ban Nha đã lỗi thời chìm trong vịnh Santiago de Cuba và vịnh Manila.
```
Kết quả là năm 1898, Hiệp ước Paris, đàm phán về các điều khoản có lợi cho Mỹ, cho phép kiểm soát tạm thời của Mỹ ở Cuba, nhượng quyền thực dân không xác định trên Puerto Rico, Guam và Philippine từ Tây Ban Nha.
[
39
]
 Sự thất bại và sụp đổ của Đế chế Tây Ban Nha là một cú sốc sâu sắc đến tâm lý quốc gia của Tây Ban Nha, và gây một đánh giá lại triết học và nghệ thuật xuyên suốt của xã hội Tây Ban Nha. Mỹ đã đạt được một số tài sản hòn đảo trải rộng khắp thế giới và thành công bành trướng.
[
40
]
```

## Kết quả

### Tuyên ngôn độc lập
Tuyên ngôn Độc lập của Philippines đã được công bố vào ngày 12 tháng 6 năm 1898 tại Cavite II el Viejo (ngày nay Kawit, Cavite), Philippines. Đã được đọc trước công chúng, lực lượng cách mạng Philippines dưới quyền Tướng Emilio Aguinaldo tuyên bố chủ quyền và độc lập của quần đảo Philippine từ sự cai trị thuộc địa của Tây Ban Nha.
Độc lập đã được công bố trên ngày 12 tháng 6 năm 1898 ở Cavite quê nhà của Emilio Aguinaldo khoảng 30 km về phía nam Manila. Sự kiện này chứng kiến Quốc Cờ của Philippines lần đầu tiên, lá cờ được thiết kế tại Hồng Kông bởi Marcela Agoncillo, Lorenza Agoncillo, và Delfina Herboza, và bài quốc ca được gọi là Lupang Hinirang, sáng tác bởi Julián Felipe và Francisco de San Malabon.
Đạo luật của Tuyên ngôn Độc lập đã được chuẩn bị, được viết và đọc bằng Ambrosio Rianzares Bautista tiếng Tây Ban Nha. Tuyên bố này có chữ ký của 98 người, trong đó có một sĩ quan quân đội Mỹ, người đã chứng kiến việc công bố. Việc công bố này Philippines được độc lập, tuy nhiên, từ ngày 1 tháng 8, khi nhiều thị trấn đã được tổ chức theo các quy tắc của Chính phủ Aguinaldo.

### Sự ra đời của Cộng hòa Philippine đầu tiên
Cộng hòa Philippines đầu tiên (tiếng Tây Ban Nha: República Filipina, tiếng Tagalog: Republika ng Pilipinas), thường được gọi là Đệ nhất cộng hòa Philippine hay Cộng hòa Malolos là một thời gian ngắn của chính quyền cách mạng ở Philippines. Nó được chính thức thành lập với việc công bố Hiến pháp Malolos ngày 23 tháng 1 năm 1899 ở Malolos, Bulacan, và sụp đổ với sự đầu hàng của Emilio Aguinaldo với lực lượng Mỹ vào ngày 23 tháng 3 năm 1901 tại Palanan, Isabela.
Việc thành lập nước Cộng hòa Philippines là đỉnh điểm của cuộc Cách mạng Philippines chống lại quyền lực Tây Ban Nha. Vào ngày 12 tháng 6 năm 1898, tại Cavite, tuyên ngôn Philippines độc lập đã được công bố và đã được đọc. Hành động đã được chuẩn bị và viết bằng tiếng Tây Ban Nha bởi Ambrosio Rianzares Bautista. Hội Malolos được triệu tập vào ngày 15 tháng 9, và tạo nên Hiến pháp Malolos. Đó là hiến pháp đã được công bố vào ngày 22 tháng 1 năm 1899, chuyển chính phủ được gọi là Đệ nhất Cộng hòa Philippines, với Aguinaldo là chủ tịch Trong khi đó, 10 tháng 12 năm 1898, các Hiệp ước Paris đã được ký kết, kết thúc chiến tranh Tây Ban Nha-Mỹ. Điều 3 của hiệp ước chuyển giao Philippines từ Tây Ban Nha đến Hoa Kỳ. Cộng hòa Philippine non trẻ chuẩn bị đương đầu với tên Đế quốc mới là Mỹ nước đã hất cẳng thực dân thống trị cũ Tây Ban Nha. Cuộc chiến tranh những năm sau đó sẽ bắt đầu với rất nhiều hi sinh cho nhân dân Philippine.
Chiến tranh Philippines-Mỹ sau đó đã xảy ra. Aguinaldo đã bị bắt bởi lực lượng Mỹ 23 tháng 3 năm 1901 và đã chấp nhận thẩm quyền của Hoa Kỳ ở Philippines và cam kết lòng trung thành của mình cho chính phủ Mỹ. 19 tháng 3, ông đã đưa ra một Tuyên bố đầu hàng chính thức với Mỹ, nói với những người theo ông hạ vũ khí của họ và bỏ cuộc chiến, Đệ nhất Cộng hòa chấm dứt. Sau đó, Mỹ tiếp tục việc chiếm đóng các đảo theo quy định của Hiệp ước Paris. Philippines mất chủ quyền cho đến năm 1946, khi độc lập chính thức được cấp bởi Hiệp ước Manila. Trong gần 50 năm, nhân dân Philippine không ngừng chiến đấu chống lại ách thống trị tàn bạo của Mỹ không kém ách thống trị của Tây Ban Nha, máu của các chiến sĩ đã không dừng đổ xuống và chiến tranh thế giới II là bước ngoặt cho toàn bộ số phận của họ.